# Bosherston

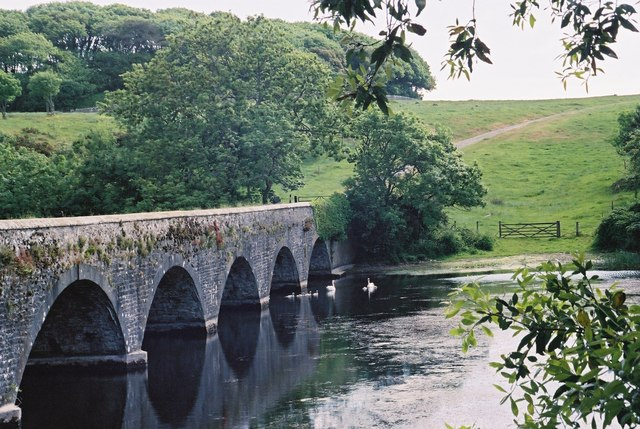
I laghetti di Bosherston

Bosherston è un villaggio di circa 300 abitanti  della costa sud-occidentale del Galles, facente parte della comunità di Stackpole and Castlemartin, nella contea del Pembrokeshire. Il villaggio è incluso all'interno del Pembrokeshire Coast National Park.

## Geografia fisica

### Collocazione
Bosherston si trova nella parte sud-occidentale del Pembrokeshire, poco a sud dei villaggi di Stackpole e St Petrox, a circa 25 km ad ovest di Tenby e a circa 9 km  a sud di Pembroke.
Il villaggio si trova a circa 40 metri s.l.m.

## Storia
Bosherston era in epoca medievale una proprietà terriera dei signori di Pembroke. Da uno di questi, Philip Bosher, deriva la prima parte del nome della tenuta e dell'attuale località, attestato per la prima volta nel 1247.
La tenuta di Bosherston passò quindi nelle mani dei signori di Stackpole Court nel corso del XVII secolo e in quelle dei Campbells of Cawdor nel 1700 circa.

## Luoghi d'interesse

### Laghetti di Bosherston
Tra i luoghi d'interesse di Bosherston figurano i Bosherston Lily Ponds (letteralmente "Laghetti/Stagni dei gigli di Bosherston") o Bosherston Lakes ("Laghi di Bosherston"), un insieme di laghetti situati all’interno della Stackpole Estate e posto sotto la tutela del National Trust.

### Chiesa di Bosherston
Tra gli edifici d'interesse, figura la Chiesa di San Michele e degli Angeli, una chiesa normanna eretta nel tardo XIII secolo e classificata come edificio di II grado..

### Broad Haven South
Altro luogo d'interesse turistico di Bosherston è la spiaggia di Broad Haven South. La spiaggia si trova nell'estremità di una tenuta realizzata in epoca georgiana e vittoriana dalla famiglia Cawdor, proprietaria di Cawdor Court nel vicino villaggio di Stackpole.

### St Govan's Head
Due miglia a sud di Bosherston si trova inoltre il St Govan's Head, un promontorio che ospita una cappella dedicata a San Govan.